# Coccophagus mexicensis
Coccophagus mexicensis är en stekelart som beskrevs av Girault 1917. Coccophagus mexicensis ingår i släktet Coccophagus och familjen växtlussteklar. Inga underarter finns listade i Catalogue of Life.